# Ольгинский
Ольгинский — хутор в Абинском районе Краснодарского края России. Административный центр Ольгинского сельского поселения.

## География
Хутор находится в южной части Приазово-Кубанской равнины, в южно-предгорной зоне, на левом берегу реки Кубань, на расстоянии 53 км к северо-востоку от города Абинск, административного центра района.

### Климат
Климат умеренно континентальный, без резких колебаний суточных и месячных температур. Продолжительность периода с температурой выше 0 °С достигает 9-10 месяцев, из них половина — 4-5 месяцев — лето. Среднегодовая температура около +11 °С, постепенно нарастая от 15 °С в мае до 30 °С в августе. Годовая сумма осадков достигает 800 мм.

## История
Согласно Закону Краснодарского края от 5 мая 2004 года № 700-КЗ хутор возглавил образованное муниципальное образование Ольгинское сельское поселение.

## Население
| 2002 | 2010  |
| ---- | ----- |
| 1246 | ↗1310 |

## Улицы
| - ул. Восточная, - ул. Колхозная, - ул. Красная, - ул. Кубанская, - ул. Ленина, | - ул. Мира, - ул. Набережная, - ул. Октябрьская, - ул. Первомайская, - ул. Российская, | - ул. Советская, - ул. Степная, - ул. Трактористов, - ул. Школьная, - ул. Южная. |

## Инфраструктура
На хуторе функционируют средняя образовательная школа № 32 и почтовое отделение.